# Levi Colwill
Levi Lemar Samuels Colwill (* 26. února 2003 Southampton) je anglický profesionální fotbalista, který hraje na pozici středního obránce za anglický klub Chelsea FC a za anglický národní tým do 21 let, se kterým vyhrál mistrovství Evropy v roce 2023.

## Klubová kariéra

### Chelsea
Colwill se narodil v Southamptonu a do akademie Chelsea nastoupil v roce 2011 ve věku osmi let.

#### Huddersfield Town (hostování)
V červnu 2021 odešel na hostování do druholigového Huddersfield Townu. Svůj profesionální debut si odbyl 1. srpna 2021, a to v zápase EFL Cupu proti Sheffieldu Wednesday. V průběhu sezóny měl problémy s kotníkem, kolenem a kyčlí a také s covidem-19. 29. května 2022 si Colwill vstřelil vlastní gól, když Huddersfield prohrál 1:0 s Nottinghamem Forest ve finále play-off o postup do Premier League.

#### Brighton & Hove Albion (hostování)
Dne 5. srpna 2022 se Colwill připojil k prvoligovému Brightonu & Hove Albion, který si ho vypůjčil na celou sezónu 2022/23. O dva dny později debutoval v Premier League proti Manchesteru United, když v 90. minutě nahradil Sollyho Marche, a byl u toho, když Brighton poprvé v historii vyhrál na Old Trafford, a to po výsledku 2:1. Na začátku listopadu 2022 se Colwill probojoval do stabilní základní sestavy Seagulls, v polovině ledna ho však zastavilo svalové zranění. V sezóně odehrál dohromady 17 ligových utkání a pomohl Brightonu k historickému postupu do pohárové Evropy. 1. června 2023 nabídl Brighton Chelsea za Colwilla 30 milionů liber, londýnský klub však nabídku na trvalý přestup odmítl.

#### Sezóna 2023/24
V průběhu července 2023, po zranění jiného středního obránce Chelsea Wesleyho Fofany, oznámil nový trenér londýnského klubu Mauricio Pochettino, že s Colwillem počítá do nové sezóny a dodal: „Mám z Leviho obrovskou radost, může se stát jedním z nejlepších středních obránců v Anglii“.

## Reprezentační kariéra
Dne 14. června 2023 byl Colwill povolán na závěrečný turnaj mistrovství Evropy ve fotbale hráčů do 21 let 2023. Během turnaje nastoupil v pěti ze šesti zápasů v základní sestavě. Anglický tým na turnaji neinkasoval žádný gól, což se mu podařilo jako prvnímu v historii turnaje. Colwill odehrál celé finálové utkání proti Španělsku a pomohl Anglii k výhře 1:0.

## Ocenění

### Reprezentační

#### Anglie U21
- Mistrovství Evropy do 21 let: 2023[16]

### Individuální
- Nejlepší jedenáctka turnaje Mistrovství Evropy do 21 let: 2023[17]